# Harveya speciosa
Harveya speciosa är en snyltrotsväxtart som beskrevs av Johann Jakob Bernhardi. Harveya speciosa ingår i släktet Harveya och familjen snyltrotsväxter. Inga underarter finns listade i Catalogue of Life.